# Barnardara
Barnardara is een geslacht van haften (Ephemeroptera) uit de familie Caenidae.

## Soorten
Het geslacht Barnardara omvat de volgende soorten:
- Barnardara demoori